# Utazás a Balaton körül (könyv)
Az Utazás a Balaton körül Eötvös Károly 1900-ban írt elbeszélésfüzére, első könyve, írói munkásságának egyik csúcsa, korának nagy könyvsikere, az 1800-as évek magyarországi történetének egyik fontos forrásmunkája. Anekdotagyűjtemény, „oral history” történelemkönyv, útikönyv, kultúrtörténet, a nagy ember- és korismerettel rendelkező Eötvös szemével. Szemléletes képet fest az egész 19. századi magyar történelem és mindennapi élet menetéről, történelmi és személyes sorsokban, pszichológiai motivációkban rejlő mozgatóiról.
– Húzza a cigány, szól a zene, járja bomlottan a fiatalság, nézi a mama, nézi az agg egykori imádó. 
– Hej asszonyom, mikor Ön még Vilma volt, s mikor én még fenegyerek voltam!
Utazás a Balaton körülben a kora talán legnagyobb ismeretségi körével rendelkező, majd mindenkit személyesen ismerő, legendás pszichológiai érzékkel és emberismerettel rendelkező Eötvös megírta mindazt, amit élete derekára a magyar életről, kis és nagy emberekről, helyi történetekről és történelmi események hátteréről hallott, megtudott, kikövetkeztetett és személyesen gondolt.
2007-es kiadásának ismertetője szerint: „Az Utazás a Balaton körül jóízű történeteivel, anekdotáival, bölcsességeivel, hagyományokból merítő leírásaival [...] minden, a Balatont kedvelő ember kötelező, de legalábbis ajánlott olvasmánya kellene, hogy legyen.” „Olvasása olyan, mintha egy kedves, bőbeszédű, sokat látott öreg barátunkat hallgatnánk hajnalba nyúló borozgatás közben a lugas vagy borospince asztalánál.”

## Kiadása
1900 őszén úgy jelentette be a Révai Testvérek Kiadótársulat Eötvös összes műveinek kiadását, hogy könyvek még nem voltak. A meghirdetett kiadás miatt kezdte el írni a nyitó művet, Az Utazás a Balaton körül-t, mely nagy sikert aratva rögtön elhozta Eötvösnek a nagy írói elismerést. Ez lett írói munkásságának egyik csúcsa.

## A könyv tartalmi összefoglalója
A kerettörténet Eötvösnek öt barátjával a Balaton körül tett 1875-ös utazása. Az utazás élményeiből kiágazó történetekben Eötvös a korszak nagy tudású, gyakorlatias ismerőjeként számtalan történelmi esemény hivatalos történetírásból kiszűrt, privát háttértörténetét megörökítette.
Történelmi alakok (Széchenyi István, Jókai Mór, Vörösmarty Mihály, Kisfaludy Sándor, Deák Ferenc, Sobri Jóska, Ranolder János püspök, István nádor), parasztemberek, borosgazdák, halászok, ispánok és más helyi tisztviselők, meghatározó szerepű asszonyok életébe enged bepillantást. Megtudhatjuk, miben különbözött a legény Deák Ferenc pajtásaitól, a nemzetközi szintű szoknyabolond Kisfaludy Sándor hogyan hódította meg Szegedy Rózát, majd a magyar irodalmi életet, miért párbajozott a tihanyi várkapitány a jégen. Tanúi lehetünk István nádor és Jellasics meghiúsult a balatoni csúcstalálkozójának. Bemutatja az első balatonfüredi kőszínház létrehozását, Sobri Jóska és szerelme, Répa Rozi szomorú történetét, hogyan főzte le Bihari, a kor legjobb cigányprímása a képzett kórusnémeteket, megismerjük az akarattyai szilfa legendáját, a korabeli vendégszeretetet, a kialakuló balatoni fürdőéletet, a borospincék világát, a gőzhajózás megindításának nem ismert körülményeit. Adalékkal szolgál a zsidó kereskedők szerepéről a 48-as szabadságharcban, hogyan szereztek - hitelbe - 4 nap alatt 900 lovat a hadsereg felszereléséhez.

## Tartalom

### Utazás a Balaton körül

#### Készülünk az utazásra
Az utazó baráti társaság bemutatása. Salamon Ferenc, Gyulai Pál úr, Szilágyi Sándor, Nagy Miklós, Szentirmay József, Eötvös Károly. Az erdélyi ember jellemrajza.
Kik azok, akik utaznak? – Miért késett ez az útleírás? – Napkelet felől napnyugot felé – A Balaton költői – Mindenütt szép, de legszebb a Balatonnál

#### János püspök
Ranolder János veszprémi püspök bemutatása.
János püspök urasága – János püspök szegényei – Kisvárosi nagy ebéd – A nemesség eredete – A szarvasbika – A reggeli a rengetegben – János püspök az én falumban – A római szent zsinat – A római pápa és a somlyai bor

#### Salamon Ferenc
Az utazó társaság elindulása. Salamon Ferenc történetíró bemutatása. Vonatút Akarattyáig.
Az indulás – Béla király Névtelenje – Miként kell megírni a nemzet történetét – Mikor Salamon Ferenc követjelölt volt – A bujdosó Salamon – Mikor szép a bölényborjú? – A siketnéma beszél – Meglátjuk a Balatont

#### A magyarok fája
Az akarattyai szilfa története. A magyar csárda intézménye. Eötvös Károly apjának esete a Balatonban élő fogaskirállyal.
A csárda – A fogaskirály – Az öreg szilfa – Melyik rosszabb: a török-e vagy a német? – Kinek hány őse van – Van-e még magyar, van-e még zsidó – Papi birtok, zsidó birtok

#### Balatonfüred
Miért német a magyar fürdő? – Hogy menekült meg Kecskemét a német szótól – Nyári orvos, téli orvos, csavargó orvos – Nemesfiú, nemesleány – A mamák visszaemlékezése – A régi Balatonfüred

#### Magyar fürdő, magyar orvos
Magyar orvosok pusztítják a magyar fürdőket – Országos fürdőbiztos

#### Emlékezések
Élet 1848 előtt Balatonfüreden. Deák Ferenc fiatalkori leírása. Bihari cigányprímás „ellopja” Ruzicska kórusnémet zenedarabját. Széchenyi István esete a gőzhajó alkatrészek fölött hitetlenkedő parasztemberrel. Sobri Jóska duhajainak esete a pandúrokkal a vármegyehatáron álló csárda asztalánál.
Az 1825-i országgyűlés Balatonfüreden – Bihari és a kórusnémet – Balatonfüred nagyjai – Az első szobor – Az első nemzeti színház – Az első gőzhajó – Széchenyi és a gépek csősze – Somogy és Zala – Vas uram – Az almádi csárda – A kígyók tanyája
„Politika, szerelem, pajkosság és dínomdánom: ez volt a régi Balatonfüred fürdőszórakozása. Ez volt Bártfáé és Parádé is. Bártfa nagyobb, Parád kisebb volt Fürednél 1848 előtt. A többi fürdő vagy gyógyulóhely volt, vagy számba se jött akkor. A szilaj nemesség a debreceni, miskolci, győri vásárokon s a megyegyűléseken tombolta ki magát. A kártya is járta, de veszedelmes méretűvé csak az ötvenes években fajult el a kártyajáték. Börzét, lófuttatást, kaszinónak nevezett kártyabarlangot a régi nemesség nem ismert. A nagyúri korhelyeket leginkább Bács-Bodrog, Heves és Szabolcs termesztette. No de Pest megye se maradt el messzire.”

#### Az első Magyar Nemzeti Színház
A balatonfüredi kőszínház építésének története. Kisfaludy Sándor az ünnepelt költő szerepe. Hogyan indult be a pénzgyűjtés a színházalapításra.
Száműzött a magyar színjáték Magyarországon – A költő társalgása Balatonfüreden – Hol lakik a magyar színész? – Kisjókai Szabó István – Az adakozás – A füredi uraságok – A papság adakozása – A vármegye gyűlése – A taps – A tihanyi apát úr föltételei – A költő és Vas vármegye – A kiscelli gyűlés – A kancamente – A kormány tilalma semmit se ér – Miért nyitották meg kétszer a színházat? – A népnek szent ünnepe – A költő diadala – Szegedy Róza rózsája
„Éltetni akarta még a költőt, Kisfaludy Sándort, aki nélkül a nagy Kezdés létre nem jött volna. De a költő ezt meg nem engedte. – Ha már – úgymond – éltetni akarnánk élő embert: akkor a királyt kellene éltetnünk. De ha már azt nem tehetjük, mert különös okunk nincs rá: akkor egyetlenegy élőt magunk közül ne éltessünk. Megérdemelné több is, s megvárnák sokan. De a színészen kifogni nem lehet. Mikor beszédje végére ért, s a harsogó éljen elhangzott, intett kezével, hogy még szólni akar, odanézett a költőre, s e szavakat mondá: – „Éljen akit gondolok – de akit megneveznem nem szabad, mert – megtiltotta.” Mint a vihar zúgása, úgy dördült meg erre a szóra: – Éljen Kisfaludy Sándor! A közönség szeretetén se lehet kifogni.”

#### Hogy utaztak régen?
A nemesember utazása – A gyorskocsi – Az öreg Pitli és ifjú felesége – A szépasszony története megkezdődik – Csányi László

#### Amit nem tud a történetírás
Hogyan befolyásolják a történelmet a szépasszonyok? A szép Gutthardtné, a kis zsidó szabómester feleségének esete a nagy férfiakkal. Honnan veszi a huszár a lovát? Hogyan szereztek a zsidó kereskedők a 48-as szabadságharcban - hitelbe - 4 nap alatt 900 lovat egy huszárezred felállításához.[4]
Brachfeld – A lovak tanyája – A sáfárok és a kupecek – A cecei öreg Braun – Hogy született a Kossuth-huszár? – A zsidó – Haynau és a hadisarc
„Sárbogárdon Kohn Mózes és Kohn Simon veszik nyakukba a falukat. Nem kell nekik se a mágnások, se a szolgabírák segítsége. Veszélyben a haza. Lóval lehet csak kisegíteni. Ki bízná ilyenkor a lovat úrra, hivatalra? Zsidó kell ilyenkor.”

#### A szépasszony története
Hogyan fizette ki Duschek pénzügyminiszter a lovak árát? A szép Gutthardtné bukása.
Hol fizetik ki a lovak árát? – Brachfeld Debrecenbe megy – A bankócsináló gép – A barkhend ujjas – A szépasszony ereje – Az enyingi követválasztás – Az abaújszántói zsidó orvos – Az orosz nagyherceg nem lesz magyar király – Duschek megmenekül – A szépasszonyra alkonyodik – A nemzet bárója

#### Magyary-Kossa Eszter
Egy nagybirtokos család elszegényedésének története.

#### A nemzet története a víz színén
István nádor és Jellasics meghiúsult a balatoni csúcstalálkozója a balatoni gőzhajón.

#### Répa Rozi története
Sobri Jóska bakonyi betyár és szeretőjének igaz története, ahogyan Répa Ferkó, Rozi bátyja az ifjú Eötvös Károlynak elmesélte.
Répa Rozi menekül – Sobri Jóskával találkozik – Répa Rozit megbecsülik az emberek – Sobri szerelme – Egyszer csak elmarad Sobri örökre – Répa Rozi elbujdosik – A tudósok, nagy urak, együgyűek és szegények szerelme – Sobri Jóska fája

#### Miként kezdődik Himfy szerelme
A nagy szoknyavadász Kisfaludy Sándor és Szegedy Róza szerelmének kezdete.

#### Szegedy Róza szeret
Kisfaludy Sándor és Szegedy Róza szerelme kibontakozik. Kisfaludy korábbi hódításai, szenvedélyes viszonya a bécsi táncosnővel, Medinával.
A hosszúfalui találkozó – A badacsonyi szüret – Ki az öreg Pityók – Az öreg Pityók megjött – A deli testőr is megjött – A költő és a lány egymásra néznek – Vigano és Medina – A balett – Az igazi magyar tánc – Szegedy Róza tánca – Egy kocsin ülnek – Szigliget romjain – Egyszerre támad a két szerelem

#### Gyulai Pál úr
Gyulai Pál úr termete milyen magas? – Deák Ferenc címere – Deák levelei Vörösmartyhoz – Gyulai Pál úr nem akar mozdulni a vadkörtefa alól – De azért mégiscsak felugrik – Tóth Kálmán Gyulai Pál úrról – Gyulai Pál úr költészete – Nem ismeri a szenvedélyt – A rossz vers – Mit beszél a szemek tüze?
„Van Gyulai Pál úrnak egy istentelen rossz szerelmi verse. Huszonhat éves korában írta. Azt írta a lányhoz, akit imádott:
„Nem vagy te legszebb a világon,
Tán oly szép sem, mint képzelem.
Mért lennél szebb, mért lennél legszebb?
Hisz akkor nem volnál enyém!”
Példátlan ez! Hogy egy huszonhat éves ifjú ne azt a lányt tartsa legszebbnek, akit imád? Hogy a költő ne azt a lányt tartsa legszebbnek, akit imád, s lantjával megörökít? Hogy rögtön lemondjon arról a lányról, mihelyt az volna a legszebb? Hogy elismerje s bevallja azt, hogy a legszebb lányhoz se joga, se ereje, s azt a végzet másnak szánta s nem neki?”

#### A lakatlan palota
Kisfaludy Sándor életének színhelyeit végigjárva a sümegi Püspöki Palotát is meglátogatták Eötvösék, abban volt szállásuk is. Utazásukor a palota már lakatlanul, üresen állt. E fejezetben Eötvös szemléletesen leírta akkori állapotát, és történetét, hogyan vált lakatlanná. Őrzését a Ranolder János veszprémi püspök által megbízott „félszemű kulcsárnő”, Juliánna asszony végezte, a könyvtár még tele volt könyvekkel. „A nagy terem közepén rendetlen halmokban hevertek az uradalmak gazdasági írásai, a korábbi püspököktől fölfelé sok századra [...] Termei konganak, mintha üresek volnának. Falak, padlók, szőnyegek ódon szaggal telvék. [...] Mintha barlangban volnál: úgy érzed magad a gazdátlan palotában.” A fejezet végén érdekes világnézeti fejtegetés található a hagyományos uraság-szolga és az ébredő munkásmozgalmak nyomán kialakulófélben levő társadalmi viszonyok ízes, eötvösi stílusú elemzésével.

## Kiadások
1900 - Utazás a Balaton körül. 1-2. köt. Révai Testvérek kiadóvállalat. 301, 299 p. (Eötvös Károly munkái 1-2.)
2. kiad. 1901
3. kiad. 1903
4. kiad. 1905
5. kiad. 1908
6. kiad. 1909
7. kiad. 1916
8. kiad. 1929
Fapadoskönyv Kiadó 2012